# Agnès Humbert
Agnès Dorothée Humbert, née le 12 octobre 1894 à Dieppe, morte le 19 septembre 1963 à Paris, est une historienne de l'art et résistante française.

## Biographie

### Jeunesse
Agnès Humbert était la fille du sénateur Charles Humbert et de l'écrivaine anglaise Mabel Wells Annie Rooke. Elle passa sa jeunesse à Paris, où elle suivit des cours de peinture et de dessin. Elle épousa en 1916 le peintre Georges Hanna Sabbagh, dont elle eut deux fils : le sous-marinier et contre-amiral Jean Sabbagh et l'homme de télévision Pierre Sabbagh. Après 1929, elle fit des études d'histoire de l'art à la Sorbonne et à l'École du Louvre, et suivit des cours de philosophie. Elle fut attachée au Musée des arts et traditions populaires et tint des émissions artistiques sur Radio Paris à partir de 1936.

### Résistance
Agnès Humbert fait partie, avec Boris Vildé, Anatole Lewitsky, Jean Cassou et Yvonne Oddon, des fondateurs du tout premier mouvement de résistance en zone occupée, le groupe du musée de l'Homme. En quelques mois, ces pionniers bâtissent une organisation très ramifiée. Leur action débouche rapidement sur la création d'un journal clandestin, Résistance, qui n’aura que cinq numéros (15 décembre 1940 – fin mars 1941) dont les éditoriaux (le premier écrit par Boris Vildé) n’entretiennent aucune illusion sur Pétain et le gouvernement de Vichy.
Les principaux responsables du réseau sont arrêtés sur dénonciation au début 1941. Agnès Humbert recrute alors Pierre Brossolette pour rédiger le dernier numéro de Résistance, avant d'être arrêtée à son tour. Elle est condamnée à mort lors du procès des membres du Réseau du Musée de l’Homme à Fresnes, mais sa peine est commuée en cinq ans de déportation. Elle connaît alors le bagne et le travail forcé. Libérée par l'avancée américaine, elle participe à la « chasse aux nazis » à Wanfried, en Hesse, en 1945.
Elle relate ces événements dans son journal Notre guerre, publié une première fois en 1946, à son retour de détention.

## Extrait du journal
« Paris, 6 août 1940. Au portillon du palais de Chaillot, un écriteau indique que l'accès du musée est gratuit pour les soldats allemands. Cassou est dans son bureau, il a vieilli lui aussi… Brusquement je lui dis pourquoi je suis venue, je lui explique que je me sens devenir folle si je ne fais pas quelque chose pour réagir… Le seul remède est de nous grouper à jour fixe, pour nous communiquer des nouvelles, rédiger et diffuser des tracts, donner des résumés de la radio française de Londres. »

— Extrait du journal d'Agnès Humbert
A la fin des années 1940, elle participe aux Brigades de travail en Yougoslavie.

## Publications

### Journal
- Agnès Humbert, Notre guerre: souvenirs de résistance, introduction par Julien Blanc, Tallandier, 2004 (2e éd.)

### Autres
- Jacques-Louis David, peintre et conventionnel: essai de critique marxiste, Paris, Éditions sociales internationales, 1936
- Louis David, collection «Les Maîtres», 60 illustrations, Paris, Paris, Éditions Braun & Cie, 1940
- Agnès Humbert (introduction), L. Chevojon (photos), Le Musée national d'art moderne: Peinture, sculpture, Paris, Musée National d'Art Moderne, 1948
- Agnès Humbert et Nadeshda Ferber, Die französische Malerei von den Anfängen zum Impressionismus, Berlin, Minerva-Verlag, 1949
- Vu et entendu en Yougoslavie, Paris, Deux-Rives, 1950
- Henri Barbusse, Agnès Humbert et Max Lingner, Max Lingner, Berlin, Deutsche Akademie der Künste, 1950
- (préface par Jean Cassou) Les Nabis et leur époque 1888-1900, Paris, Éditions Pierre Callier, 1954
- La Sculpture Contemporaine au Musée National d'Art Moderne de Paris, Paris, Albert Morancé, 1954
- Henri Matisse, dessins, édition du poche, Paris, Fernand Hazan, 1956
- Gaston Diehl (notices par Agnès Humbert), Henri Matisse, Paris, Éditions Pierre Tisne, 1958
- Louis David: peintre et conventionnel, Paris, Les Éditions Braun & Cie, 1960
- (illustrations par Guy de Belleval), Peintres Contemporains: Jean-Jacques Morvan, Genève, René Kistler, 1961
- Exposition Maurice Denis: Peintures, aquarelles, dessins, lithographies. Du 28 juin au 29 septembre 1963 notices, Albi, Musée Toulouse-Lautrec, 1963[2]
- Des savants dans la Résistance, Boris Vildé et le réseau du Musée de l'Homme, CNRS Éditions, 2009
- Julien Blanc, Au commencent de la Résistance: du côté du Musée de l'Homme 1940-1941, Seuil, 2010

## Distinctions
- Croix de guerre 1939–1945[Quand ?]
- Médaille de la Résistance française (décret du 15 juin 1946)[3]